# 會陰
会阴（perineum）是胎盘哺乳动物于肛门和外生殖器间的区域，即雄性为肛门与睾丸间的区域，雌性为肛门与外阴间的区域。在人体解剖学中，广义上，会阴指盆膈以下封闭骨盆出口的所有软组织；狭义上，会阴指阴囊根部或大阴唇后联合和肛门之间的楔形软组织。
会阴在针灸学是一个任脉穴。
男性及女性的會陰都是性感帶。當產婦第一胎分娩時，常會有會陰撕裂傷或是在分娩前進行會陰切開術，不過在分娩前進行會陰按摩可以減少類似的傷害。

## 男性会阴
从阴囊根部到肛门的部位。成年男性的会阴上会有稀疏阴毛覆盖，延伸至肛门周围。男性高潮时，会阴肛门部肌肉会连续强烈收缩，同時精液會從陰莖喷射出來。
轻轻按摩爱抚男性会阴肛门周围，有助于提高男性性功能，刺激阴茎，提高其勃起硬度，延缓射精，提高射精高潮快感。

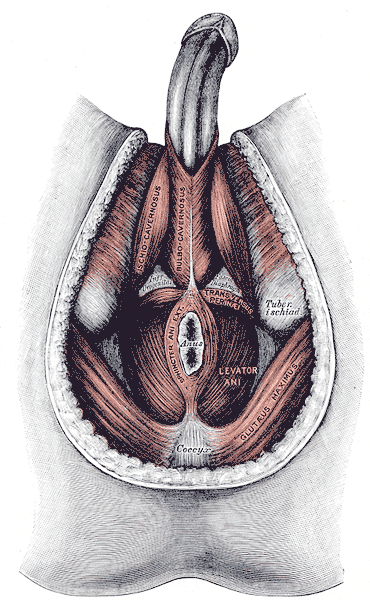
男性會陰的結構

## 女性会阴
是由後陰唇、大小陰唇的連接處到肛門的部分。
該部分組織十分薄弱細緻，部分女士於性交時容易造成撕裂。另外，婦女懷孕末期之自然生產時，該部位也容易造成撕裂狀況。一般來說，分娩過後之會陰撕裂傷，醫生會立即予以縫合。
為了避免會陰撕裂傷的傷口不易縫合，或為了避免會陰擋住胎頭影響分娩，有時也會在其分娩前提早進行会阴侧切，經科學根據，需要会阴侧切的比例小於20%。

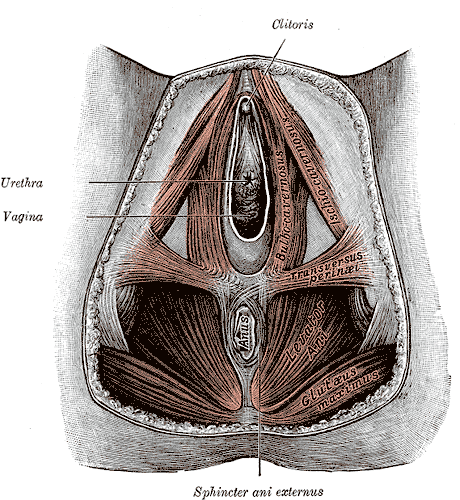
女性會陰的結構

## 註解及參考
1. ↑  . 术语在线. 全国科学技术名词审定委员会. （简体中文）
2. ↑  Федеративе Коммиттее он Анатомикал Терминологий. . Thieme. 1998: 268–  [25 August 2010]. ISBN 978-3-13-114361-7. （原始内容存档于2019-06-03）.
3. ↑  .   [2016-03-12]. （原始内容存档于2016-03-28）.
4. ↑  Winkelmann, R. K. . Proceedings of the Staff Meetings. Mayo Clinic. 1959-01-21, 34 (2)  [2024-07-21]. ISSN 0092-699X. PMID 13645790. （原始内容存档于2021-09-24）.
5. ↑  Shipman, M. K.; Boniface, D. R.; Tefft, M. E.; McCloghry, F. . BJOG: An International Journal of Obstetrics & Gynaecology. 1997-07, 104 (7)  [2024-07-21]. ISSN 1470-0328. PMID 9236642. doi:10.1111/j.1471-0528.1997.tb12021.x. （原始内容存档于2023-10-21） （英语）.
6. ↑  司晏芳. . 康健雜誌. 2003-03-01, 52  [2016-06-18]. （原始内容存档于2018-03-07）.

## 外部連結
- （英文）Perineum 在韦斯利诺曼的解剖课上（乔治城大学）
- Slang words for the perineum （页面存档备份，存于）